# Gergny
Gergny ist eine französische Gemeinde mit 131 Einwohnern (Stand 1. Januar 2022) im Département Aisne in der Region Hauts-de-France (vor 2016 Picardie). Sie gehört zum Arrondissement Vervins, zum Kanton Vervins und zum Gemeindeverband Thiérache du Centre.

## Geographie
Die Gemeinde Gergny liegt im Zentrum der Thiérache an der oberen Oise, etwa neun Kilometer nördlich von Vervins und 14 Kilometer westlich von Hirson. Nachbargemeinden von Gergny sind Sommeron im Norden, Luzoir im Osten, Étréaupont im Südosten, Süden und Südwesten sowie Froidestrées im Nordwesten.

## Bevölkerungsentwicklung
| Jahr                       | 1962 | 1968 | 1975 | 1982 | 1990 | 1999 | 2006 | 2014 | 2021 |
| Einwohner                  | 211  | 197  | 163  | 156  | 150  | 151  | 156  | 135  | 131  |
| Quellen: Cassini und INSEE |      |      |      |      |      |      |      |      |      |

## Sehenswürdigkeiten

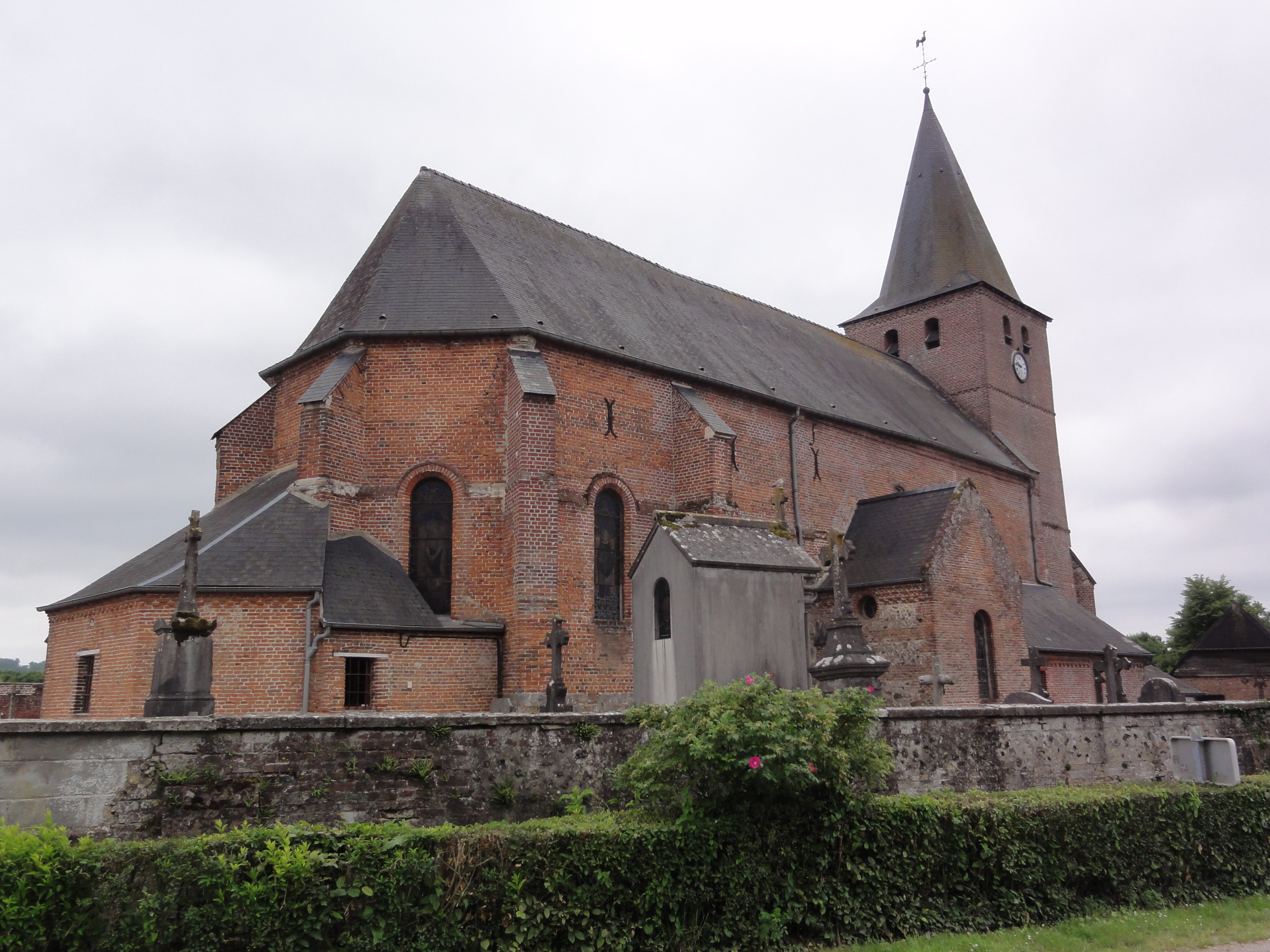
Kirche Saint-Quentin
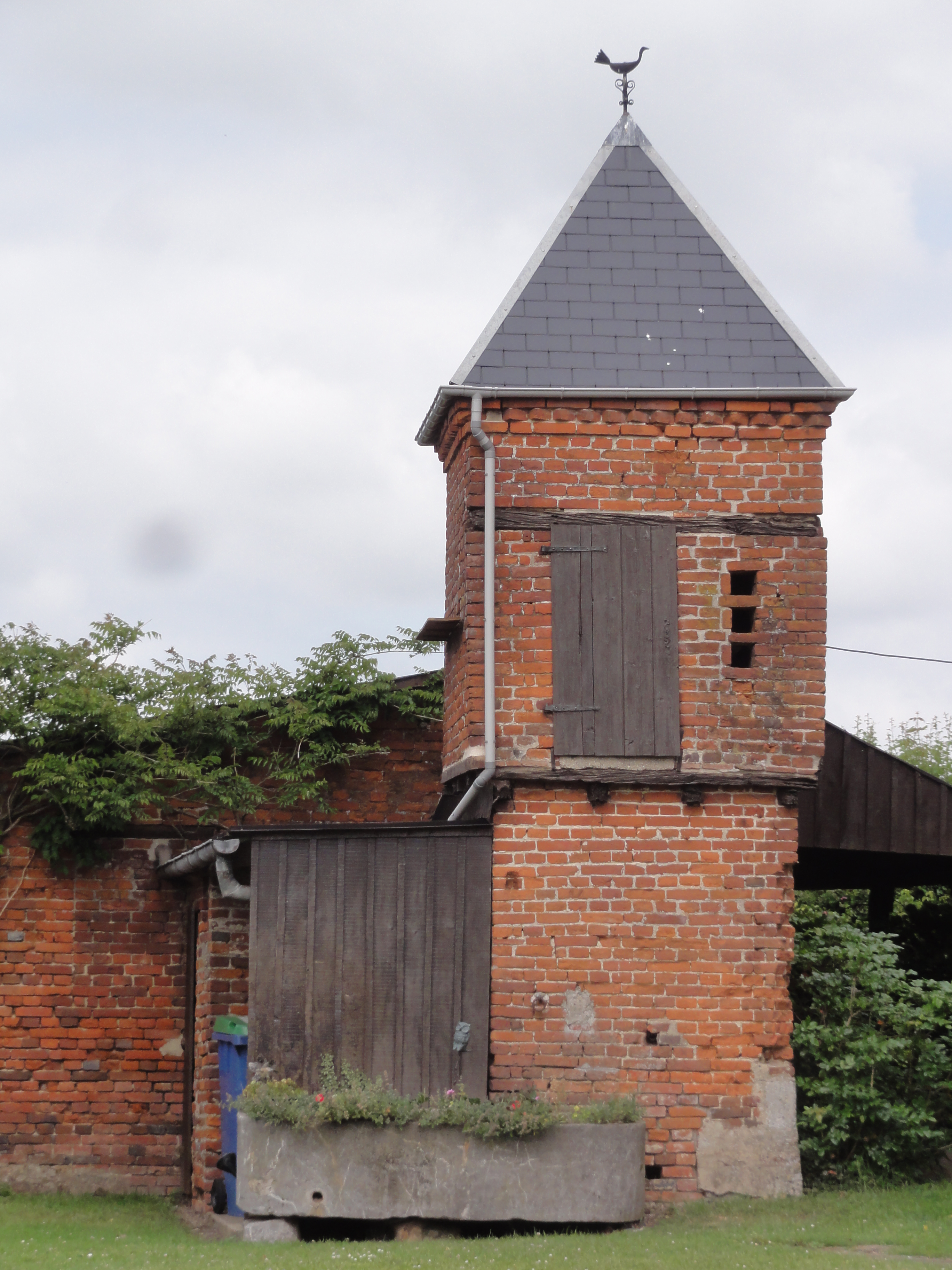
Taubenturm

- Kirche Saint-Quentin
- Taubenturm